# Genetik der Pferdefarben

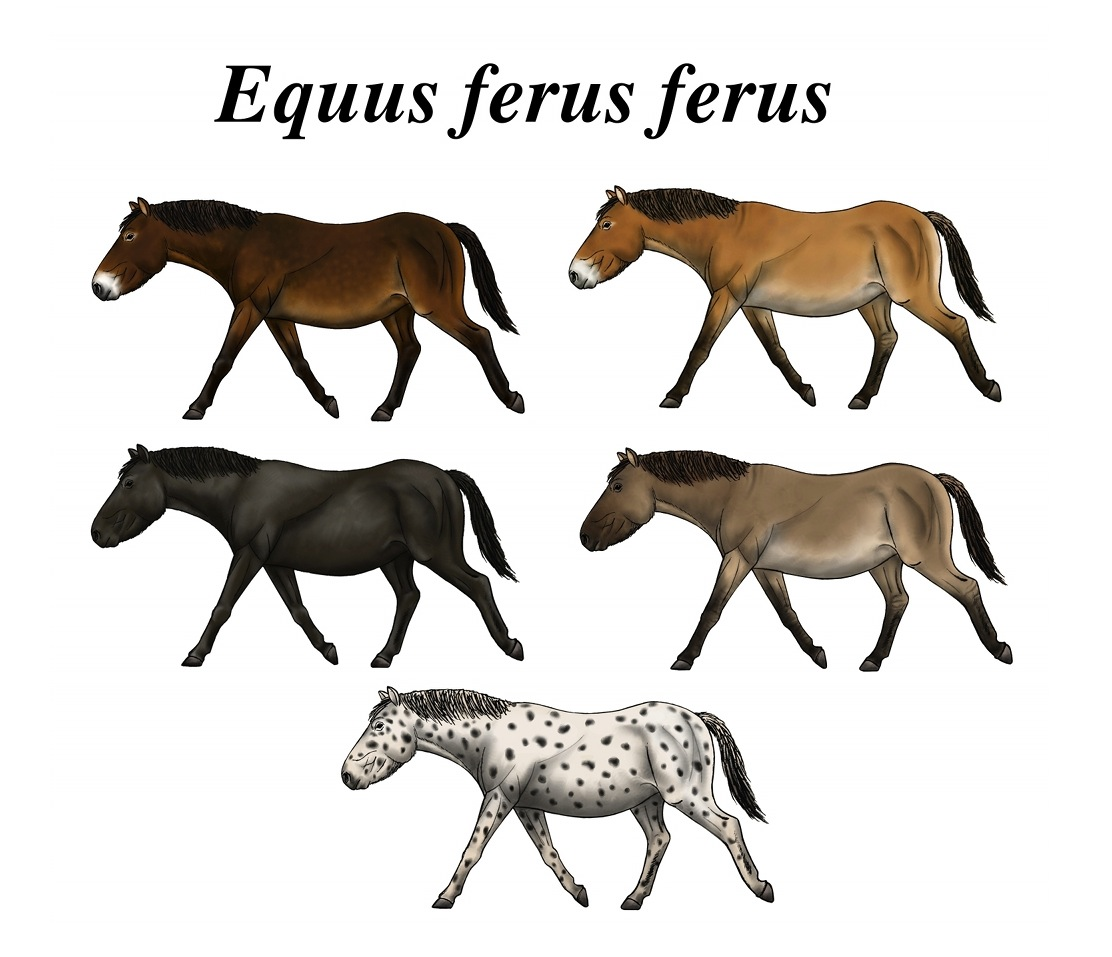
Es wird angenommen, dass es bei Pferden vor der Domestikation folgende Farben gab.

Als Genetik der Pferdefarben werden die Auswirkungen der genetischen Faktoren auf die Farbgebung von Pferden bezeichnet. Für jede Farbvariante werden dabei die Farbe des Deckhaars, des Langhaars, der Augen und der Haut betrachtet.

## Wildtyp

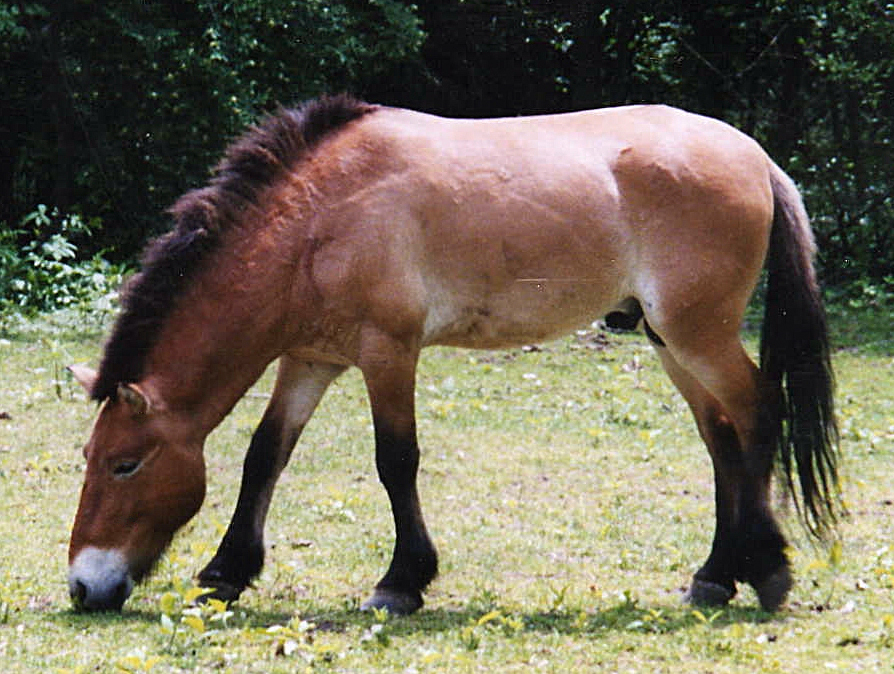
Wildtyp: Przewalski-Pferd, Braunfalbe mit Mehlmaul

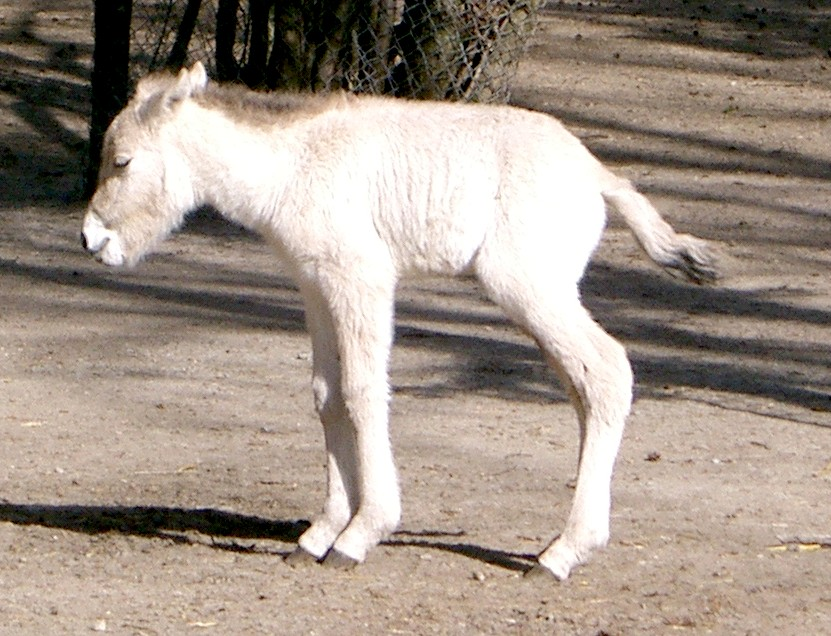
Zwei Tage altes Przewalski-Fohlen im hellen Fohlenfell

In der Genetik beschreibt man die Auswirkungen von Genen im Vergleich zum Wildtyp, also zur natürlichen Farbe der wildlebenden Ahnen der untersuchten Tiere. Da die meisten Unterarten des Wildpferdes vor Beginn der genetischen Forschungen ausgerottet wurden, steht beim Pferd nur noch das Przewalski-Pferd zum Vergleich zur Verfügung.
Ein wildfarbenes Pferd ist ein Brauner mit dem Allel Dun (D) – also ein Falbe mit Aalstrich und eventuell auch gestreiften Beinen und einem Schulterkreuz. Das Pferd hat meist ein Mehlmaul, das durch den Pangare-Locus hervorgerufen wird. Die Farbe der Wildfänge variierte erheblich. Es gab einen hellen und einen dunklen Typ. Przewalski-Fohlen haben in den ersten Tagen ein sehr helles Fohlenfell, das manchmal auch noch bei Islandpferden auftritt. Gelegentlich traten Füchse und Abzeichen auf, was allerdings auch auf Einkreuzungen von mongolischen Pferden zurückzuführen sein kann.
Scheckungen, Aufhellungen durch die Gene Creme, Champagne, Pearl, Flaxen und Silver, sowie Schimmel, und Roans kommen bei Wildpferden nicht vor, da diese Farben in der freien Natur zu auffällig sind. Hinzu kommt, dass einige Scheckungen und das White Spotting gesundheitliche Nachteile mit sich bringen. Blaue Augen, die durch das Creme-Gen, Scheckung oder White Spotting hervorgerufenen werden, führen zu den albinismustypischen Sehbehinderungen, die beim Entdecken von Raubtieren nachteilig sind.

## Erscheinungsbild
In den Papieren von Pferden werden die Fellfarben der Pferde so angegeben, wie sie ihrem äußeren Erscheinungsbild, dem Phänotyp entspricht, ohne Betrachtung der genetischen Zusammenhänge.
Im Gegensatz dazu unterscheidet man in der Pferdezucht – insbesondere in der Farbzucht – nach den genetischen Grundlagen, dem Genotyp der Pferdefarben. Die Farbzucht erfolgt weitgehend unabhängig von der Zucht der Pferderasse. Es können also alle Farbschläge grundsätzlich bei allen Rassen auftreten, sofern sie nicht durch eine besondere Auswahl gefördert oder zu unterdrückt wird und der jeweilige Zuchtstandard sie erlaubt.

## Forschung
Bereits im Jahre 1912 legte Adolf Richard Walther anhand der Stutbücher von Lipizza, Trakehnen, Salzburg und Westpreußen die Grundlage für eine genetische Einteilung der Pferdefarben. In den Stutbüchern finden sich nähere Angaben zur Fellfarbe, wie beispielsweise im Falle des Fuchses die Varianten Dunkelfuchs, Kohlfuchs, Lichtfuchs. Walther führte die Pferdefarben auf die Kombination von fünf Faktorenpaaren zurück: Rötung, Schwärzung, Langhaar Aufhellung, Schimmelung und Scheckung.
Das Genom Equus caballus, Hauspferd wurde 2009 und 2018 vollständig sequenziert und die genetische Forschung hat große Fortschritte gemacht. Molekulargenetische Forschungen zeigten, dass manche Fellfarben sich zwar im Genotyp, also in der genetischen Veranlagung, nicht aber im Phänotyp, also dem Aussehen, unterscheiden. Die Erforschung der genetischen Grundlagen der Pferdefarben ist noch nicht abgeschlossen. Schwierigkeiten ergeben sich aus der vergleichsweise langen Generationsfolge der Pferde, die eine Verifizierung neuer Erkenntnisse mitunter verzögert. Es wurde versucht Erkenntnisse aus der Farbvererbung bei Mäusen, bei denen über fünfzig Farbgene bekannt sind, auf Pferde zu übertragen. Bei Pferden sind momentan erst 16 farbrelevante Gene bekannt. Die Erkenntnisse aus der Molekulargenetischen Forschung verbreiteten sich relativ schnell über die Farbzuchtverbände, da sich in der Farbzucht daraus neue Selektionskriterien für die Auswahl der Elterntiere ergaben.

## Fachbegriffe
Hier ist eine Referenztabelle für die im Folgenden wichtigsten Begriffe:
| Begriff                  | Erklärung                                                        |
| ------------------------ | ---------------------------------------------------------------- |
| Eumelanin                | schwarzes Pigment                                                |
| Phäomelanin              | rotes Pigment                                                    |
| Locus                    | Stelle auf dem Chromosom, welche von einem Gen eingenommen wird. |
| Allele (Einzahl : Allel) | verschiedene Genevarianten mit dem gleichen Locus                |
| homozygot                | reinerbig                                                        |
| heterozygot              | mischerbig                                                       |

Der Genlocus ist Stelle in der DNA-Sequenz eines Chromosoms, die das Gen einnimmt, beispielsweise der Genlocus agouti.
Allele sind die verschiedenen Genvarianten für den gleichen Locus. Dominante Allele werden mit Großbuchstaben bezeichnet, die rezessive Allele werden mit Kleinbuchstaben angegeben. Gibt es mehr als zwei Allele für einen Locus, wird die Dominanzreihenfolge der Allele angegeben. Da genetische Informationen immer paarweise auftreten, ein Allel stammt vom Vater, eines von der Mutter, gibt es für jeden Locus zwei Allele, deren Zusammenwirken die Eigenschaft festlegen. Je nachdem, ob das jeweilige Elternteil ihm eine dominante oder eine rezessive Form vererbte, kann ein Pferd deshalb beispielsweise vom Allel agouti die Kombinationen AA, Aa, aA oder aa besitzen.

## Die Steuerung der Farbstoffproduktion
Beim Pferd gibt es zwei Farbstoffe (Melanine), die im Fell vorkommen: schwarzes Eumelanin und rotes Phäomelanin. Alle von Pferden bekannten Fellfarben entstehen durch unterschiedliche Verteilung dieser beiden Farbstoffe im Fell.
Eine Reihe von Farbgenen haben die Funktion, zu steuern, wann und wo diese Farbstoffe im Fell und in der Haut erscheinen sollen. Am besten erforscht sind von diesen Steuerungsloci der Extension-Locus (E) und der Agoutilocus (A).

### Agouti
Auf dem Agouti-Locus gibt es vier verschiedene Varianten des Gens. Drei von ihnen (A+, A, At) führen zu Braunen mit unterschiedlich großen schwarzen Bereichen im Fell, die vierte Variante führt zu einem völlig schwarzen Pferd (a), dem Rappen. Je weniger Schwarz das jeweilige Allel beim Pferd zulässt, desto dominanter ist es. Das heißt, ein Pferd, das das Gen für die Farbe Wildtyp-Braun (A+) hat, sieht genau gleich aus, egal ob es auf dem anderen Chromosom eines der drei anderen Gene hat oder ob es dort noch einmal ein Gen für Wildtyp-Braun hat. Ein Pferd, das das Rapp-Gen hat (a), wird nur dann zu einem Rappen, wenn das zweite Allel ebenfalls das Rapp-Gen ist, sonst hat es die Farbe, die das zweite Gen hervorruft.

### Extension
Beim Pferd gibt es auf dem Extension-Locus zwei Allele. Das dominante Allel E erlaubt den Einfluss des Agoutilocus, so dass Rappen und Braune entstehen können. Das rezessive Allel e führt zur gleichmäßig braunen Farbe des Pferdes, es entsteht also ein Fuchs. Da das Allel E dominant gegenüber e ist, kann ein Rappe homozygot (EE) bezüglich E sein oder heterozygot (Ee), während ein Fuchs immer homozygot (ee) bezüglich e sein muss. Dies bedeutet für die Vererbung, dass zwei heterozygote Rappen zu 25 % Füchse zeugen, während zwei Füchse immer nur Füchse zeugen können. Werden zwei Rappen verpaart, von denen mindestens einer homozygot ist, so werden die Nachfahren immer Rappen sein.
| Allelkombination | Agouti AA | Agouti Aa | Agouti aa |
| Extension EE     | Brauner   | Brauner   | Rappe     |
| Extension Ee     | Brauner   | Brauner   | Rappe     |
| Extension ee     | Fuchs     | Fuchs     | Fuchs     |

### Übersicht über Gene, die die Melaninsynthese steuern
In der folgenden Tabelle ist neben den wichtigsten Daten der Gene auch angegeben, wie sich die Farben nennen, die entstehen, wenn das Gen auf die drei Grundfarben der Gene wirkt.
| Artübergreifender Genlocus | Chromosom | Mutation, Allel                             | Farben |
| -------------------------- | --------- | ------------------------------------------- | --- |
| Agouti                     | ECA22     | Gen für Wildtypbraun A+                     | Zusammen mit E: Wildtyp-Brauner Mit ee: heller, gelbbrauner Fuchs |
| Agouti                     | ECA22     | Gen für die Farbe des Braunen A             | Zusammen mit E: normaler Brauner Mit ee: rotbrauner Fuchs |
| Agouti                     | ECA22     | Gen für Schwarzbraun At                     | Zusammen mit E: Schwarzbrauner Mit ee: relativ dunkler Fuchs |
| Agouti                     | ECA22     | Gen für Rappfarbe a                         | Zusammen mit E: Rappe Mit ee: Kohlfuchs, Dunkelfuchs |
| Extension                  | ECA3      | Gen für ungehinderte Eumelaninausbreitung E | Rappe oder Brauner in allen Varianten |
| Extension                  | ECA3      | Gen für Fuchsfarbe e                        | Fuchs in unterschiedlichen Schattierungen |
| Extension                  | ECA3      | Gen für Fuchsfarbe ea                       | Im Aussehen nicht von Tieren mit dem anderen Fuchsgen zu unterscheiden. |
| T-box, TBX3                | ECA8      | Falbgen, engl. Dun (D)                      | Falbe Rappe mit Falbgen: Rappfalbe, Mausfalbe Brauner mit Falbgen: Braunfalbe, normaler Falbe Fuchs mit Falbgen: Rotfalbe, Fuchsfalbe                                         |
| T-box, TBX3                | ECA8      | nicht aufgehellt mit Primitivzeichen (nd1)  | Nicht aufgehellte Pferde mit Aalstrich/Zebrastreifen |
| T-box, TBX3                | ECA8      | kein Falbe (nd2)                            | Alle Farben außer Falben |
| unbekannt                  | unbekannt | kein Flaxen (F)                             | Fuchs ohne helle Mähne |
| unbekannt                  | unbekannt | Flaxen (f)                                  | Der Fuchs mit Flaxen wird zum Lichtfuchs Rappen und Braune bleiben durch das Gen unverändert Es wird vermutet, dass das Gen gleichzeitig für das Mehlmaul verantwortlich ist. |
| unbekannt                  | unbekannt | Smutty, Sooty (Sty)                         | Rappen bleiben unverändert Braune werden zu Dunkelbraunen Füchse zu Dunkelfüchsen                                                                                             |
| unbekannt                  | unbekannt | kein Smutty, kein Sooty (sty)               | Farbe nicht verdunkelt |
| unbekannt                  | unbekannt | Pangare (P oder Pa)                         | Mehlmaul – Das Gen zeigt bei Rappen keine Wirkung. |
| unbekannt                  | unbekannt | kein Pangare (p oder pa)                    | kein Mehlmaul |
| unbekannt                  | unbekannt | unbekannt                                   | Ben d’or spots: Kleine runde dunkle Punkte auf braunem Fell, siehe Abzeichen (Pferd)                                                                                          |
| unbekannt                  | unbekannt | unbekannt                                   | Bloodmark: ein Bereich aus roten oder braunen Stichelhaaren im Fell des Schimmels, siehe Abzeichen (Pferd)                                                                    |

Wenn ein Gen die Steuerung der Melaninsynthese betrifft, also festlegt, ob und wo welches Melanin produziert werden soll, erkennt man das oft daran, dass alle Farbstoffe produziert werden können, aber an veränderten Stellen auftauchen.

## Albinismusspektrum: Mutierte Proteine der Melaninsynthese
Zur Produktion der beiden Melanine müssen eine Reihe verschiedener Enzyme, Strukturproteine und Transportmechanismen in der farbstoffproduzierenden Zelle, dem Melanozyt, richtig zusammenarbeiten. Mutationen an Genen der hierfür benötigten Stoffe führen dazu, dass die betroffenen Tiere nicht fähig sind, Melanin zu produzieren oder dass sie nur wenig Melanin produzieren können. Gleichmäßige Aufhellungen der Fellfarbe sind häufig auf Veränderungen von Enzymen der Melaninsynthese zurückzuführen. Mutationen am Anfang des Melaninsyntheseweges betreffen sowohl den roten als auch den schwarzen Farbstoff. Sind der Schwarze und der rote Farbstoff in unterschiedlichem Maße aufgehellt, liegt das oft daran, dass das Gen gegen Ende der Melaninsynthese eingreift, wo sich die Synthesewege von Eumelanin (schwarz) und Phäomelanin (rot) schon getrennt haben.
Manche Mutationen in diesem Bereich führen dazu, dass sich in den Melanozyten giftige Stoffwechselzwischenprodukte ansammeln, so dass die Zellen dadurch absterben.

### Übersicht über die Veränderung der Grundfarben durch Gene des Albinismusspektrums
| Artübergreifender Genlocus                          | Chromosom | Mutation, Allelkombination                                       | Bezeichnung |
| --------------------------------------------------- | --------- | ---------------------------------------------------------------- | --- |
| Thyrosinasegen/OCA1 (Okulokutaner Albinismus Typ 1) |           | Es ist beim Pferd bisher keine Mutation dieses Gen-Locus bekannt | |
| MATP (Okulokutaner Albinismus Typ 4)                | ECA21     | kein Cream-Gen, homozygot (cr,cr)                                | Farben nicht aufgehellt |
| MATP (Okulokutaner Albinismus Typ 4)                | ECA21     | Cream-Gen, heterozygot (cr,Cr)                                   | Ein Rappe wird zum Leuchtrappen (engl. Smoky Black) Ein Brauner wird zum Braunisabellen (engl. Buckskin) Ein Fuchs wird zum Isabellen (engl.:Palomino)              |
| MATP (Okulokutaner Albinismus Typ 4)                | ECA21     | Cream-Gen, homozygot (Cr,Cr)                                     | Weißisabell Ein Rappe wird zum Smoky Cream Ein Brauner wird zum Perlino Ein Fuchs wird zum Weißisabellen (oder Cremello)                                            |
| SLC36A1 (Solute Carrier 36 family A1)               | ECA14     | Champagne-Gen, heterozygot oder homozygot                        | Champagne Ein Rappe wird zum Classic Champagne Ein Brauner wird zum Amber Champagne Ein Fuchs wird zum Gold Champagne Homozygote Tiere sind nur geringfügig heller. |
| unbekannt                                           | unbekannt | Pearl, homozygot                                                 | Ein Rappe wird durch das Gen am ganzen Körper hellgrau Ein Fuchs wird am ganzen Körper sandfarben                                                                   |
| unbekannt                                           | unbekannt | kein Pearl (PrlPrl oder Prlprl), homozygot oder heterozygot      | keine Aufhellung |
| Silver-Locus                                        | ECA6      | Silver dapple, Windfarbgen                                       | Windfarben Rappe mit Windfarbgen: Rappwindfarben Brauner mit Windfarbgen: Braunwindfarben Ein Fuchs bleibt durch das Gen unverändert                                |

## Leuzistische Farbgene
Bei Leuzismus wandern während der Embryonalentwicklung die Farbstoffbildenden Zellen (Melanozyten) nicht, in geringerer Anzahl als üblich oder zu spät aus der Neuralleiste aus. Als Verursacher von Leuzismus wurden folgende Gen-Loci bekannt: Endothelin-Rezeptor-B-Gen (EDNRB), das Paired Box Gen 3 (PAX3), SOX10,  Microphthalmie-assoziierter Transkriptionsfaktor (MITF), c-Kit und der Steel-Locus (codiert MGF). Bei vollständigem Leuzismus ist das betroffene Tier völlig weiß und kann normalfarbene, leicht aufgehellte, blaue oder rote Augen haben. Weniger ausgeprägter Leuzismus führt zu gescheckten Tieren, zu weißen Abzeichen an Kopf und Beinen oder zu Tieren mit weißen Stichelhaaren im sonst normalfarbenen Fell.
Jedes Scheckungsmuster ist auf jeder Grundfarbe möglich. Es gibt also Rappen, Füchse, Braune, Falben, Isabellen und Schimmel mit Scheckungsmuster.
Ebenso gibt es bei Scheckungen erhebliche individuelle Unterschiede in der Ausprägung der Scheckung: Meist reichen bei demselben Scheckungsgen die Varianten von völlig weißen Pferden bis hin zu Pferden, die zwar das Scheckungsgen tragen, aber äußerlich nicht als Schecken zu erkennen sind, oder die nur einen unauffälligen kleinen Fleck oder vergrößerte Abzeichen aufgrund dieses Gens haben.
Weiße Abzeichen an Gesicht und Beinen sind bei den meisten Tierarten ebenfalls auf Leuzismus zurückzuführen.

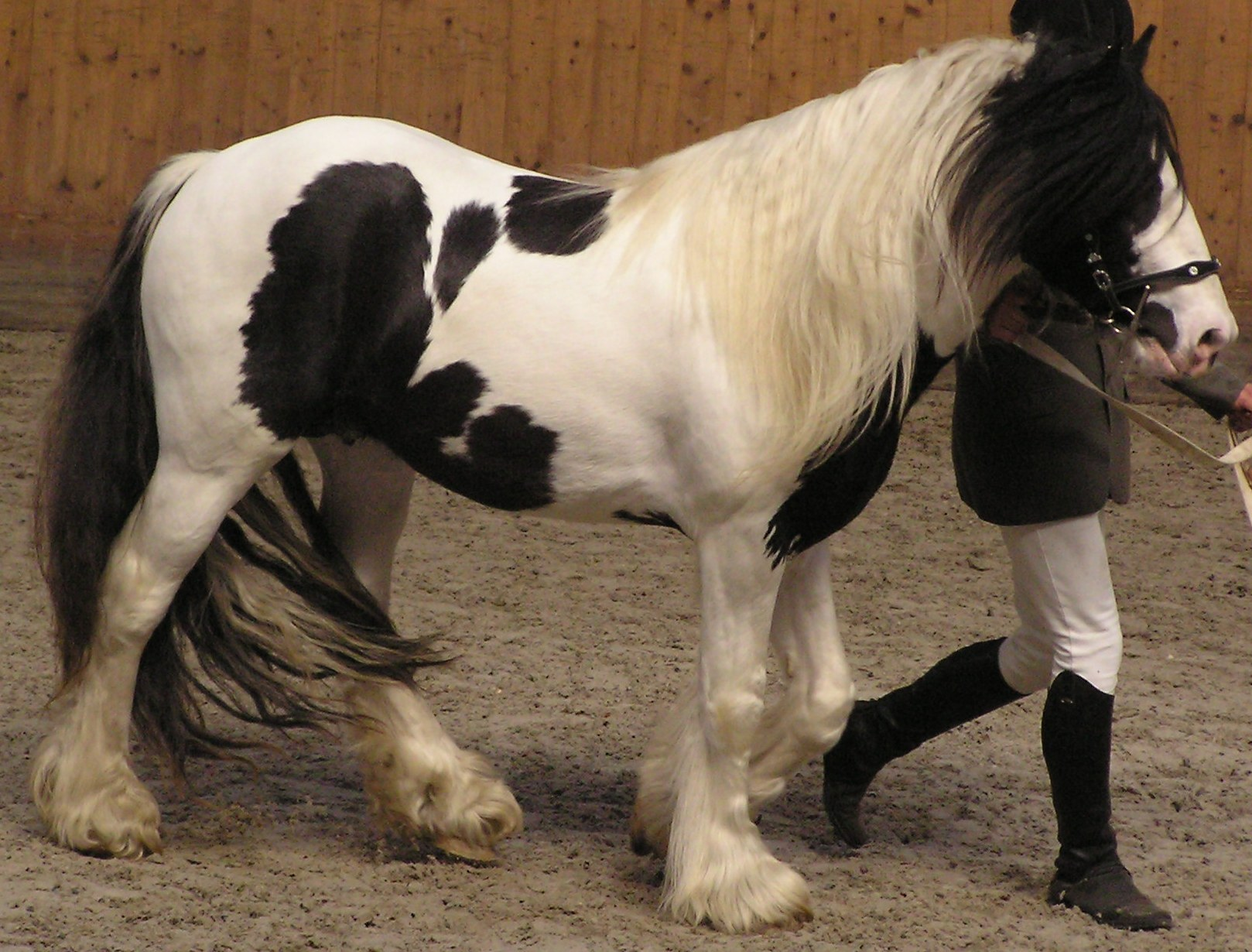
Rappe mit Tobianoscheckung
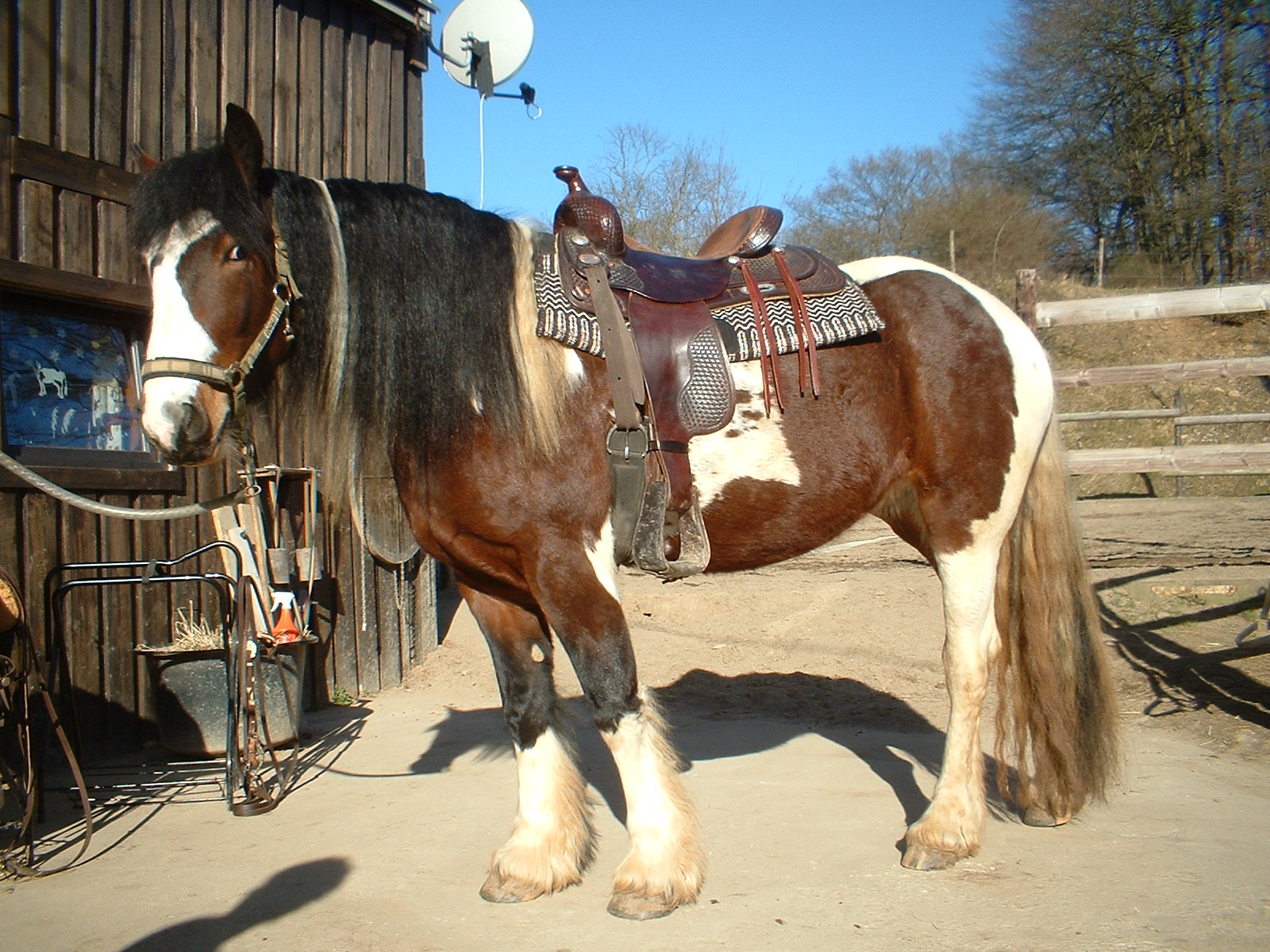
Brauner mit Tobianoscheckung
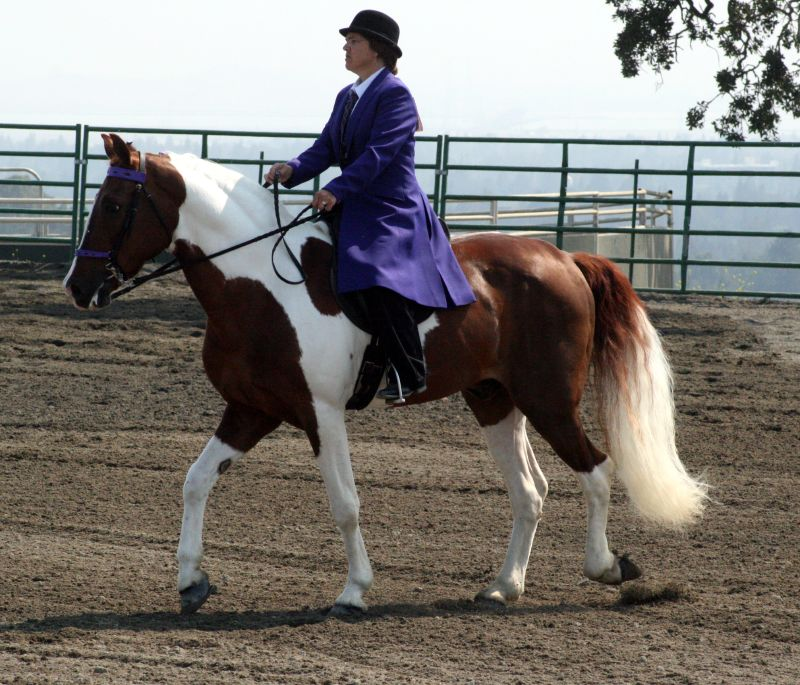
Fuchs mit Tobianoscheckung
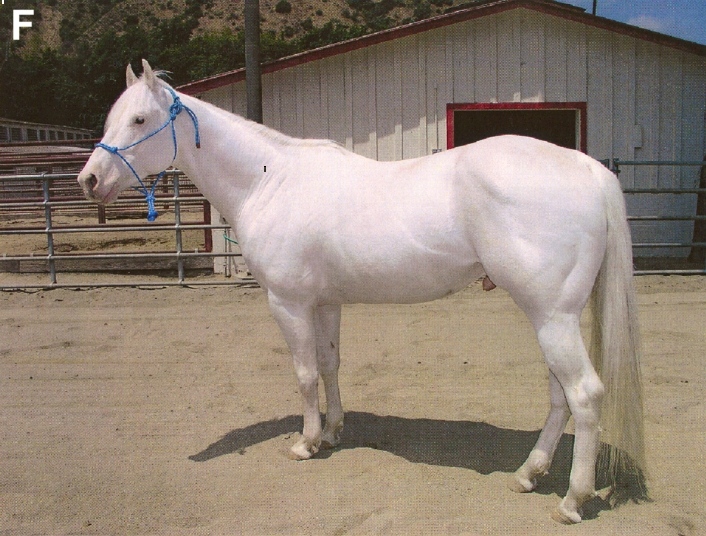
White Spotting

| Artübergreifender Genlocus          | Chromosom    | Name der Mutation                                                                        | Allgemeine Bezeichnung |
| ----------------------------------- | ------------ | ---------------------------------------------------------------------------------------- | --- |
| verschiedene, Leuzismus             | verschiedene | verschiedene                                                                             | Schecke Ein Rappe wird zum Rappschecken Ein Brauner wird zum Braunschecken Ein Fuchs wird zum Fuchsschecke Ein Schimmel wird zum Porzellanschecken |
| c-Kit (siehe Leuzismus)             | ECA3         | White Spotting (WW, in Wirklichkeit mehrere verschiedene Mutationen von cKit), homozygot | In der frühen Embryonalentwicklung tödlich |
| c-Kit (siehe Leuzismus)             | ECA3         | White Spotting (Ww), heterozygot                                                         | White Spotting (Pferd) |
| c-Kit (siehe Leuzismus)             | ECA3         | Tobiano (Toto oder ToTo), heterozygot wie homozygot                                      | Dominante Plattenscheckung oder Tobiano |
| c-Kit (siehe Leuzismus)             | ECA3         | Roan (RnRn), homozygot                                                                   | wahrscheinlich in der frühen Embryonalentwicklung tödlich |
| c-Kit (siehe Leuzismus)             | ECA3         | Roan (rnRn), heterozygot                                                                 | Stichelhaariges Pferd, Dauerschimmel, Eisenschimmel Ein Rappe wird zum Dauer-Rappschimmel, Dauer-Blauschimmel oder Rappe mit Stichelhaaren (oft genetisch falsch nur Rappschimmel oder Blauschimmel genannt) Ein Brauner wird zum stichelhaarigem Braunen oder Dauer-Braunschimmel (genetisch falsch Braunschimmel) Ein Fuchs wird zum Dauer-Rotschimmel (genetisch falsch Rotschimmel) oder stichelhaarigem Fuchs |
| c-Kit (siehe Leuzismus)             | ECA3         | Sabino (Sb1)                                                                             | Sabino |
| c-Kit (siehe Leuzismus)             | ECA3         | Weiße Abzeichen                                                                          | Pferd mit weißen Abzeichen siehe Abzeichen (Pferd) |
| c-Kit (siehe Leuzismus)             | ECA3         | Nicht White Spotting, nicht Roan, kein Tobiano oder kein Sabino (sb1, rn, to oder w)     | Keine weißen Haare im Fell White Spotting, Tobiano, Sabino und Roan (Stichelhaarigkeit) sind verschiedene Allele desselben Gens. Deshalb beziehen sich die vier Bezeichnungen für das Wildtyp-Allel auf dasselbe Allel desselben Gens. Die unterschiedliche Benennung ist also irreführend. |
| EDNRB (siehe Leuzismus)             | ECA17        | Overo-Lethal-White-Gen, homozygot (OO)                                                   | Völlig weißes Fohlen, das nicht lebensfähig ist |
| EDNRB (siehe Leuzismus)             | ECA17        | Overo-Lethal-White-Gen, heterozygot (Oo)                                                 | Frame-Overo |
| EDNRB (siehe Leuzismus)             | ECA17        | kein Overo-Lethal-White-Gen (oo)                                                         | keine Frame-Overo-Scheckung |
| verschiedene unbekannte (Leuzismus) | unbekannt    | Sabino (Sb)                                                                              | Sabino |
| unbekannt (Leuzismus)               | unbekannt    | Splashed White Gen (SplSpl), homozygot                                                   | Splashed White Overo |
| unbekannt (Leuzismus)               | unbekannt    | Splashed White Gen (splSpl), heterozygot                                                 | Abzeichen an Kopf und Beinen, oft blaue Augen |
| unbekannt (Leuzismus)               | unbekannt    | kein Splashed White Gen (splspl), homozygot                                              | keine Abzeichen, braune Augen |
| verschiedene unbekannte, Leuzismus  | unbekannt    | verschiedene unbekannte                                                                  | Weiße Abzeichen in Gesicht und an den Beinen siehe Abzeichen (Pferd) |
| verschiedene unbekannte, Leuzismus  | unbekannt    | keine Bezeichnung                                                                        | Kleine runde weiße Punkte auf hellem Fell: Birdcatcher spots, Chubari spots oder Tetrach spots siehe Abzeichen (Pferd) |
| unbekannt, Leuzismus                | unbekannt    | keine Bezeichnung                                                                        | Reverse Bloodmark: helle, stichelhaarige Stelle im dunklen Fell, siehe Abzeichen (Pferd) |
| unbekannt, Leuzismus                | unbekannt    | Rabicano (RbRb oder rbRb)                                                                | Rabicano |
| unbekannt, Leuzismus                | unbekannt    | kein Rabicano (rb,rb)                                                                    | kein Rabicano |

## Andere Farbgene
Neben den obigen drei Gruppen an Farbgenen gibt es einige Gene, die die Farbe beeinflussen aber sich nicht in diese drei Gruppen einordnen lassen.
| Artübergreifender Genlocus                                                 | Chromosom | Mutation, Allelkombination                                  | Bezeichnung |
| -------------------------------------------------------------------------- | --------- | ----------------------------------------------------------- | --- |
| STX17 (Syntaxin-17)                                                        | ECA25     | Gray-Gen, Grey-Gen, heterozygot oder homozygot (Gg oder GG) | Schimmel Rappe in der Phase der Ausschimmelung: Rappschimmel, Blauschimmel Brauner in der Phase der Ausschimmelung: Braunschimmel, Rotschimmel Fuchs in der Phase der Ausschimmelung: Rotschimmel, Fuchschimmel Alle Farben: wenn die Grundfarbe nicht mehr zu erkennen ist, das Tier aber noch nicht voll ausgeschimmelt ist: Apfelschimmel Voll ausgeschimmelt: Fliegenschimmel, Atlasschimmel |
| STX17 (Syntaxin-17)                                                        | ECA25     | kein Gray-Gen oder Grey-Gen (gg), homozygot                 | keine Aufhellung |
| TRPM1 (Transient Receptor Potential Cation Channel, Subfamily M, Member 1) | ECA1      | Leopard-Gen, homozygot (LpLp)                               | Tigerschecken-Komplex: Weißgeborener, Volltiger, Varnish Roan |
| TRPM1 (Transient Receptor Potential Cation Channel, Subfamily M, Member 1) | ECA1      | Leopard-Gen, heterozygot (Lplp)                             | Tigerschecken-Komplex: Schabrackentiger, Schneeflockentiger, Varnish Roan |
| TRPM1 (Transient Receptor Potential Cation Channel, Subfamily M, Member 1) | ECA1      | kein Leopard-Gen (lp)                                       | Keine Zeichnung des Tigerschecken-Komplexes. |

## Gesundheitliche Auswirkungen von Farbgenen

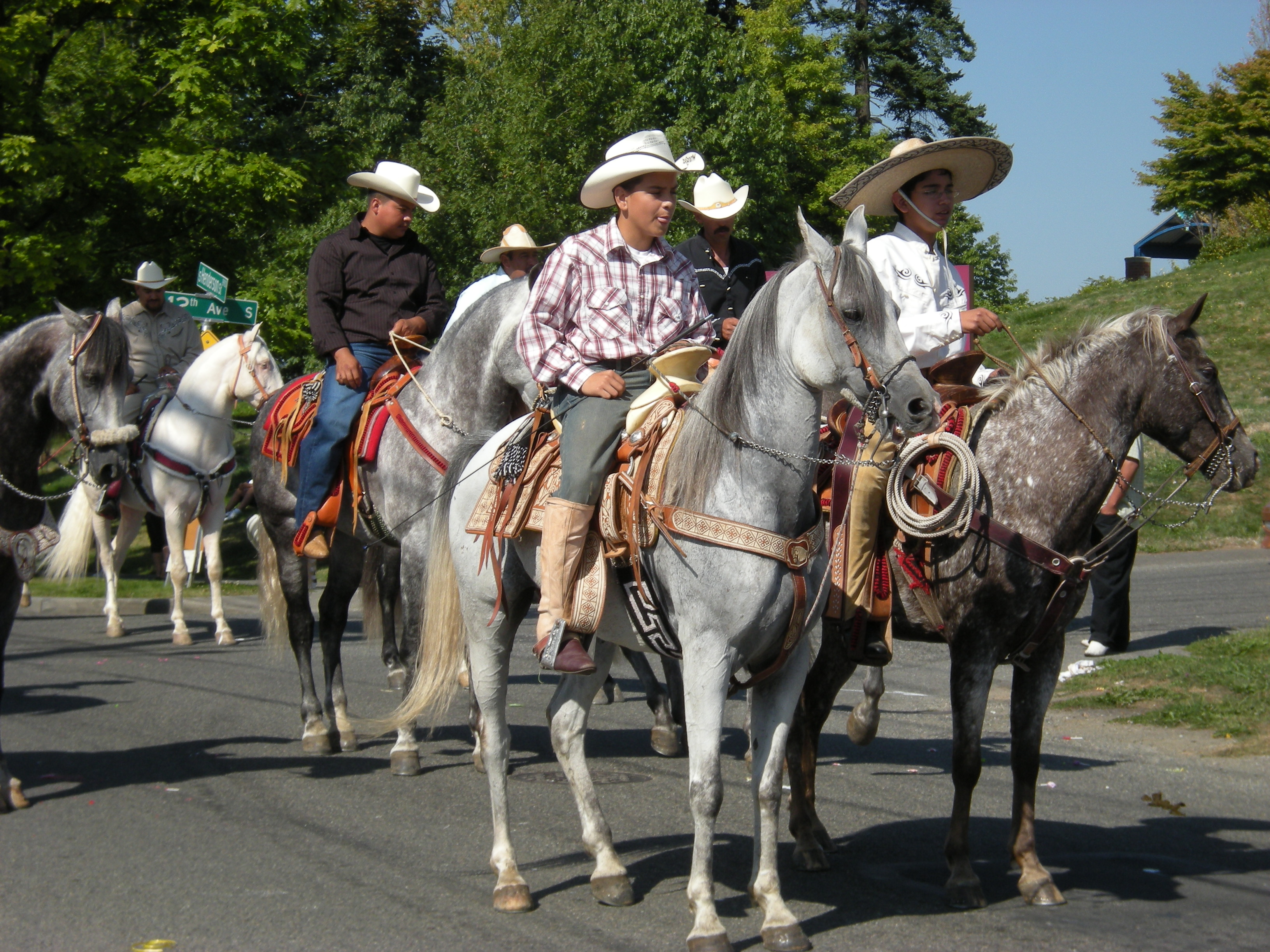
Auf diesem Bild sind die Köpfe von drei Schimmeln und ganz hinten von einem Weißisabellen zu sehen. Während alle Schimmel die Augen im strahlenden Sonnenschein ganz geöffnet haben, kneift der Weißisabelle sie halb zu.

### Augenschäden
Tigerschecken, die für das Gen reinerbig sind, sind nachtblind.
Bei Rocky-Mountain-Horses, die das Windfarbgen tragen, treten oft Fehlbildungen der Augen auf.
Bei allen Pferden, deren Augen aufgrund von Albinismus oder Leuzismus blau sind, ist von den für Albinismus oder Leuzismus typischen Sehbehinderungen auszugehen. Es sind beim Pferd allerdings nur Scheckungen und Farbaufhellungen bekannt, bei denen genug Melanin im Auge verbleibt, damit das Sehvermögen gut genug ist, dass das Pferd normal arbeiten kann. Die Tiere fallen also nicht durch unsicheres Verhalten auf. Beobachten kann man dagegen, dass Weißisabellen, die von hellem Sonnenschein geblendet werden, infolgedessen ihre Augen zukneifen.

### Gehör
Splashed Whites sind gelegentlich taub.

### Insektenstiche
Dunkles Fell reflektiert polarisiertes Licht stärker als weißes, und da Insekten polarisiertes und unpolarisiertes Licht voneinander unterscheiden können und durch polarisiertes Licht angezogen werden, werden weiße Pferde weniger von Bremsen belästigt als dunkle. Sie können deshalb ungestörter fressen und haben ein geringeres Risiko, von durch Insekten übertragenen Krankheiten befallen zu werden.

### Lethalfaktoren
Es gibt einige Farbgene, die, wenn sie homozygot (reinerbig) auftreten, tödlich sind, während die heterozygote Ausprägung zu weitgehend gesunden Pferden führt. Für das Overo-Lethal-White-Gen homozygote Fohlen sind schneeweiß und sterben innerhalb der ersten Lebenstage an Kolik.
Bei stichelhaarigen Pferden und einer Variante der dominant weißen Farbe des Pferdes sterben homozygote Embryonen in einer sehr frühen Phase der Trächtigkeit ab, die Mutterstute wird erneut empfänglich und kann wieder gedeckt werden.

### Lethal White Overo
Rahmenschecken bilden in der heterozygoten Form (no/on) weiße flächige Flecken aus, die von farbigem Fell eingerahmt werden.
Tritt das Overo-Gen jedoch homozygot auf (oo), so wird das Fohlen weiß geboren, ist jedoch nicht lebensfähig. Da der Magen-Darm-Traktes nicht vollständig ausgebildet ist sterben die Fohlen innerhalb von 72 h an einer Kolik. Dies bezeichnet man als „Lethal White Overo Syndrome“ (Tödliches Weißes Overo-Syndrom).